# Khắc Cần Quận vương
Đa La Khắc Cần Quận vương (chữ Hán: 多羅克勤郡王, tiếng Mãn: ᡩᠣᡵᠣᡳ
ᠪᠠᡥᠠᠮᡝ
ᡴᡳᠴᡝᠮᠪᡳ
ᡤᡳᠶᡡᠨ
ᠸᠠᠩ, Möllendorff: Doroi bahame kicembi giyūn wang) là tước vị Quận vương thế tập truyền đời của nhà Thanh trong lịch sử Trung Quốc. Do được ban ân con cháu tập tước không bị giáng vị, Khắc Cần Quận vương trở thành một trong Thiết mạo tử vương.

## Khái quát
Thủy tổ của Khắc Cần vương phủ là Nhạc Thác - con trai trưởng của Lễ Liệt Thân vương Đại Thiện. Năm Sùng Đức nguyên niên (1636), ông được Thanh Thái Tông Hoàng Thái Cực phong làm Thành Thân vương (成亲王). Năm sau thì bị hàng tước. Sau khi mất, ông được truy phong làm Khắc Cần Quận vương (克勤郡王). Con trai ông là La Lạc Hồn (罗洛浑) tập tước cải thành Diễn Hi Quận vương (衍禧郡王), đến cháu nội là La Khoa Đạc (罗科铎) lại cải thành Bình Quận vương (平郡王). Đến những năm Càn Long lại đổi trở về Khắc Cần Quận vương, được thế tập võng thế, là một trong bát đại Thiết mạo tử vương của nhà Thanh thời Thanh sơ. Sau khi phân kỳ, Khắc Cần Quận vương được phân vào làm Kỳ chủ Tương Hồng kỳ, trên cả Trang vương phủ và Kính Cẩn vương phủ.
Khắc Cần vương phủ từ khi thành lập đến khi lụi tàn, tổng cộng truyền thừa qua 13 đời, trong đó có 1 vị Thành Thân vương, 1 vị Diễn Hi Quận vương, 6 vị Bình Quận vương và 9 vị Khắc Cần Quận vương.

### Ý nghĩa phong hiệu
Phong hiệu ["Thành"] của Nhạc Thác, Mãn văn là 「mutebure」, ý là "Thành công", "Thành tựu". Về sau Nhạc Thác được truy phong hiệu ["Khắc Cần"], Mãn văn là 「kicehe」, ý là "Cần cù".
Phong hiệu ["Diễn Hi"] của La Lạc Hồn, Mãn văn là 「fengxengge」, ý là "Có phúc", "Có lộc".
Phong hiệu ["Bình"] của La Khoa Đạc, Mãn văn là 「dahasu」, ý là "Hòa thuận", "Bình thản", "Ôn hòa".

### Chi hệ
Nhạc Thác là con trai trưởng của Đại Thiện, sau khi phân gia thì thành một tông chi riêng. Ông có tất cả bảy con trai, trong đó con trai trưởng là Nhạc Lạc Hoan và con trai thứ bảy Phú Anh Vũ mất sớm, con trai thứ tư là Hòa Huệ Bối lặc Ba Nhĩ Sở Hồn và con trai thứ sáu là Cương Nghị Bối lặc Hỗ Lý Bố đều vô tự. Tước vị của Nhạc Thác do con trai thứ hai là La Lạc Hồn kế thừa. Ngoài ra, ông còn có con trai thứ ba là Hiển Vinh Bối lặc Khách Nhĩ Sở Hồn, hậu duệ được tập tước Phụng ân Tướng quân, và con trai thứ năm là Trấn quốc Tướng quân phẩm cấp Ba Tư Cáp, hậu duệ là Nhàn tản Tông thất.

### Kỳ tịch
Năm Minh Vạn Lịch thứ 43 (1615), Nỗ Nhĩ Cáp Xích cải tổ "Tứ Kỳ" thành "Bát Kỳ", Tương Hồng kỳ được phân ra từ Hồng kỳ ban đầu, trên danh nghĩa đều do Đại Thiện làm Kỳ chủ. Nhưng đến năm Thiên Mệnh thứ 8 (1623), do sự đối đầu giữa Đại Thiện và hai người con trai do nguyên phối sinh ra là Nhạc Thác và Thạc Thác, trong gia đình xuất hiện mâu thuẫn, vì vậy Nỗ Nhĩ Cáp Xích liền cho hai anh em phân gia với Đại Thiện, lại giao Tương Hồng kỳ cho Nhạc Thác, Nhạc Thác từ đó cũng trở thành Kỳ chủ của Tương Hồng kỳ. Cho đến thời Thanh mạt, Khắc Cần vương phủ vẫn luôn nằm trong Tương Hồng kỳ.

### Địa vị
Khắc Cần vương phủ mặc dù là một mạch với Lễ vương phủ, nhưng vì đã trải qua phân gia, sớm đã trở thành một chi hệ độc lập. Với tư cách là Kỳ chủ của Tương Hồng kỳ, Khắc Cần vương phủ sỡ hữu Kỳ quyền không hề thua kém bất cứ Thiết mạo tử vương nào khác. Ngoài ra, về mặt tông pháp, Lễ vương phủ là "Phòng trưởng" trong các chi hậu duệ của Thái Tổ Nỗ Nhĩ Cáp Xích, với tư cách là đích trưởng của Lễ vương phủ, Nhạc Thác tất nhiên có địa vị thuộc về "Trưởng tôn" của Thái Tổ. Vì vậy trong mọi trường hợp lên triều của nhà Thanh, ngoại trừ một vài tình huống đặc thù, còn lại tất cả các Quận vương đều lấy Khắc Cần vương phủ làm đầu.

### Danh sĩ
Tương đối nổi danh trong Khắc Cần vương phủ chủ yếu là các Vương gia cầm binh đánh trận thời Thanh sơ. Như đời thứ hai La Lạc Hồn, suất binh tấn công Tùng Sơn, bắt giữ Hồng Thừa Trù; đời thứ sáu Nột Nhĩ Tô theo Phủ Viễn Đại Tướng quân Dận Trinh thu phục Tây Tạng; đời thứ bảy Phúc Bành được phong làm Định Biên Đại tướng quân chinh thảo Cát Nhĩ Đan Sách Linh. Bên cạnh đó, Đích Phúc tấn của Nột Nhĩ Tô, sinh mẫu của Phúc Bành chính là con gái của Tào Dần, cô của Tào Tuyết Cần.

### Phủ đệ
Khắc Cần vương phủ nằm ở khu Tây Thành, cửa Tây của đường Tân Văn Hóa. Với tư cách là Vương phủ mà nói, nơi đây diện tích nhỏ nhất, nhưng kiến trúc lại cực tinh xảo. Cửa chính rộng 3 gian, đại điện 5 gian, phối phòng hai bên Đông Tây mỗi bên 5 gian, hậu điện 3 gian, hậu tẩm 5 gian, dãy nhà sau 7 gian. Hai bên Đông Tây có các tiểu viện, bố cục chặt chẽ. Thời Dân Quốc, Khắc Cần Quận vương Yến Sâm đem bắn Vương phủ cho Hùng Hi Linh (熊希龄), về sau được cải tạo thành trường tiểu học, đến năm 2003 thì tiến hành một cuộc tu sửa lớn.

### Viên tẩm
Viên tẩm của Khắc Cần vương phủ tổng cộng có 6 nơi: Mộ phần của Nhạc Thác nằm ở phụ cận Nam Bạch Tháp thuộc Thẩm Dương; còn lại 5 nơi khác nều nằm ở Bắc Kinh lần lượt là Mộc Tê địa ở bên ngoại Phục Hưng môn, phía bắc của Kinh Tây Điền thôn, phía bắc Dục Khẩu thôn, Phùng thôn của Môn Đầu Câu, Vạn thôn của Phòng Sơn. Những mộ phần này trải qua nhiều lần bị đào trộm, di chuyển linh cữu, phá hủy, hiện nay ở Dục Khẩu thôn còn lại một đôi sư tử đá, Phùng thôn vẫn giữ được vài Bảo đính và phần mộ. Thời gian gần đây, phần mộ của Hằng Cẩn tại Dục Khẩu thôn bị một nhóm khảo cổ khai quật.

## Khắc Cần Quận vương
Thứ tự thừa kế Khắc Cần vương phủ. Số năm lần lượt là năm sinh, năm thừa tước, năm mất; in đậm là khoảng thời gian thụ tước:
1. Thành Thân vương (Khắc Cần Quận vương) Nhạc Thác
1599 - 1636 - 1639
2. Diễn Hi Giới Quận vương La Lạc Hồn (罗洛浑)
1623 - 1644 - 1646
3. Bình Bỉ Quận vương La Khoa Đạc (罗科铎)
1640 - 1646 - 1682
4. Dĩ cách Bình Quận vương Nột Nhĩ Đồ (讷尔图)
1665 - 1683 - 1687 - 1696
5. Bình Điệu Quận vương Nột Nhĩ Phúc (讷尔福)
1678 - 1687 - 1701
6. Dĩ cách Bình Quận vương Nột Nhĩ Tô (讷尔苏)
1690 - 1701 - 1726 - 1740
7. Bình Mẫn Quận vương Phúc Bành (福彭)
1708 - 1726 - 1748
8. Bình Hi Quận vương Khánh Minh (庆明)
1733 - 1749 - 1750
9. Khắc Cần Lương Quận vương Khánh Hằng (庆恒)
1733 - 1750 - 1779
10. Khắc Cần Trang Quận vương Nhã Lãng A (雅朗阿)
1733 - 1780 - 1794
11. Dĩ cách Khắc Cần Quận vương Hằng Cẩn (恒谨)
1761 - 1795 - 1799 - 1803
12. Khắc Cần Giản Quận vương Thượng Cách (尚格)
1770 - 1799 - 1833
13. Khắc Cần Khác Quận vương Thừa Thạc (承硕)
1802 - 1833 - 1839
14. Khắc Cần Kính Quận vương Khánh Huệ (庆惠)
1819 - 1840 - 1861
15. Khắc Cần Thành Quận vương Tấn Kỳ (晋祺)
1846 - 1861 - 1900
16. Khắc Cần Thuận Quận vương Tung Kiệt (崧杰)
1879 - 1900 - 1910
17. Khắc Cần Quận vương Yến Sâm (晏森)
1896 - 1910 - ?

## Phả hệ Khắc Cần Quận vương
|                                                                |                                                                |                                                                |                                                                |                                                                |                                                                |  |  |                                                                     |                                                                     |                                                                     |                                                                     |                                                                     |                                                                     |  |  |                                                       |  |  |  |  |  |  |  | Quá kế                                                       |                                                              |                                                              |                                                              |                                                              |                                                              |  |  |                                                         |                                                         |                                                         |                                                         |                                                         |                                                         |  |  |  |  |  |  |  |  |  |  |  |  |  |  |  |  |
|                                                                |                                                                |                                                                |                                                                |                                                                |                                                                |  |  |                                                                     |                                                                     |                                                                     |                                                                     |                                                                     |                                                                     |  |  | Khắc Cần Quận vương Nhạc Thác 1599 - 1636 - 1639      |  |  |  |  |  |  |  |                                                              |                                                              |                                                              |                                                              |                                                              |                                                              |  |  |                                                         |                                                         |                                                         |                                                         |                                                         |                                                         |  |  |  |  |  |  |  |  |  |  |  |  |  |  |  |  |
|                                                                |                                                                |                                                                |                                                                |                                                                |                                                                |  |  |                                                                     |                                                                     |                                                                     |                                                                     |                                                                     |                                                                     |  |  |                                                       |  |  |  |  |  |  |  |                                                              |                                                              |                                                              |                                                              |                                                              |                                                              |  |  |                                                         |                                                         |                                                         |                                                         |                                                         |                                                         |  |  |  |  |  |  |  |  |  |  |  |  |  |  |  |  |
|                                                                |                                                                |                                                                |                                                                |                                                                |                                                                |  |  |                                                                     |                                                                     |                                                                     |                                                                     |                                                                     |                                                                     |  |  | Diễn Hi Giới Quận vương La Lạc Hồn 1623 - 1644 - 1646 |  |  |  |  |  |  |  |                                                              |                                                              |                                                              |                                                              |                                                              |                                                              |  |  |                                                         |                                                         |                                                         |                                                         |                                                         |                                                         |  |  |  |  |  |  |  |  |  |  |  |  |  |  |  |  |
|                                                                |                                                                |                                                                |                                                                |                                                                |                                                                |  |  |                                                                     |                                                                     |                                                                     |                                                                     |                                                                     |                                                                     |  |  |                                                       |  |  |  |  |  |  |  |                                                              |                                                              |                                                              |                                                              |                                                              |                                                              |  |  |                                                         |                                                         |                                                         |                                                         |                                                         |                                                         |  |  |  |  |  |  |  |  |  |  |  |  |  |  |  |  |
|                                                                |                                                                |                                                                |                                                                |                                                                |                                                                |  |  |                                                                     |                                                                     |                                                                     |                                                                     |                                                                     |                                                                     |  |  | Bình Bỉ Quận vương La Khoa Đạc 1640 - 1646 - 1682     |  |  |  |  |  |  |  |                                                              |                                                              |                                                              |                                                              |                                                              |                                                              |  |  |                                                         |                                                         |                                                         |                                                         |                                                         |                                                         |  |  |  |  |  |  |  |  |  |  |  |  |  |  |  |  |
|                                                                |                                                                |                                                                |                                                                |                                                                |                                                                |  |  |                                                                     |                                                                     |                                                                     |                                                                     |                                                                     |                                                                     |  |  |                                                       |  |  |  |  |  |  |  |                                                              |                                                              |                                                              |                                                              |                                                              |                                                              |  |  |                                                         |                                                         |                                                         |                                                         |                                                         |                                                         |  |  |  |  |  |  |  |  |  |  |  |  |  |  |  |  |
|                                                                |                                                                |                                                                |                                                                |                                                                |                                                                |  |  |                                                                     |                                                                     |                                                                     |                                                                     |                                                                     |                                                                     |  |  |                                                       |  |  |  |  |  |  |  |                                                              |                                                              |                                                              |                                                              |                                                              |                                                              |  |  |                                                         |                                                         |                                                         |                                                         |                                                         |                                                         |  |  |  |  |  |  |  |  |  |  |  |  |  |  |  |  |
|                                                                |                                                                |                                                                |                                                                |                                                                |                                                                |  |  | Dĩ cách Bình Quận vương Nột Nhĩ Đồ 1665 - 1683 - 1687 - 1696        | Dĩ cách Bình Quận vương Nột Nhĩ Đồ 1665 - 1683 - 1687 - 1696        | Dĩ cách Bình Quận vương Nột Nhĩ Đồ 1665 - 1683 - 1687 - 1696        | Dĩ cách Bình Quận vương Nột Nhĩ Đồ 1665 - 1683 - 1687 - 1696        | Dĩ cách Bình Quận vương Nột Nhĩ Đồ 1665 - 1683 - 1687 - 1696        | Dĩ cách Bình Quận vương Nột Nhĩ Đồ 1665 - 1683 - 1687 - 1696        |  |  |                                                       |  |  |  |  |  |  |  | Bình Điệu Quận vương Nột Nhĩ Phúc 1678 - 1687 - 1701         | Bình Điệu Quận vương Nột Nhĩ Phúc 1678 - 1687 - 1701         | Bình Điệu Quận vương Nột Nhĩ Phúc 1678 - 1687 - 1701         | Bình Điệu Quận vương Nột Nhĩ Phúc 1678 - 1687 - 1701         | Bình Điệu Quận vương Nột Nhĩ Phúc 1678 - 1687 - 1701         | Bình Điệu Quận vương Nột Nhĩ Phúc 1678 - 1687 - 1701         |  |  |                                                         |                                                         |                                                         |                                                         |                                                         |                                                         |  |  |  |  |  |  |  |  |  |  |  |  |  |  |  |  |
|                                                                |                                                                |                                                                |                                                                |                                                                |                                                                |  |  | Dĩ cách Bình Quận vương Nột Nhĩ Đồ 1665 - 1683 - 1687 - 1696        | Dĩ cách Bình Quận vương Nột Nhĩ Đồ 1665 - 1683 - 1687 - 1696        | Dĩ cách Bình Quận vương Nột Nhĩ Đồ 1665 - 1683 - 1687 - 1696        | Dĩ cách Bình Quận vương Nột Nhĩ Đồ 1665 - 1683 - 1687 - 1696        | Dĩ cách Bình Quận vương Nột Nhĩ Đồ 1665 - 1683 - 1687 - 1696        | Dĩ cách Bình Quận vương Nột Nhĩ Đồ 1665 - 1683 - 1687 - 1696        |  |  |                                                       |  |  |  |  |  |  |  | Bình Điệu Quận vương Nột Nhĩ Phúc 1678 - 1687 - 1701         | Bình Điệu Quận vương Nột Nhĩ Phúc 1678 - 1687 - 1701         | Bình Điệu Quận vương Nột Nhĩ Phúc 1678 - 1687 - 1701         | Bình Điệu Quận vương Nột Nhĩ Phúc 1678 - 1687 - 1701         | Bình Điệu Quận vương Nột Nhĩ Phúc 1678 - 1687 - 1701         | Bình Điệu Quận vương Nột Nhĩ Phúc 1678 - 1687 - 1701         |  |  |                                                         |                                                         |                                                         |                                                         |                                                         |                                                         |  |  |  |  |  |  |  |  |  |  |  |  |  |  |  |  |
|                                                                |                                                                |                                                                |                                                                |                                                                |                                                                |  |  | Truy phong Khắc Cần Quận vương Nột Thanh Ngạch (讷清额) 1692 - 1765 | Truy phong Khắc Cần Quận vương Nột Thanh Ngạch (讷清额) 1692 - 1765 | Truy phong Khắc Cần Quận vương Nột Thanh Ngạch (讷清额) 1692 - 1765 | Truy phong Khắc Cần Quận vương Nột Thanh Ngạch (讷清额) 1692 - 1765 | Truy phong Khắc Cần Quận vương Nột Thanh Ngạch (讷清额) 1692 - 1765 | Truy phong Khắc Cần Quận vương Nột Thanh Ngạch (讷清额) 1692 - 1765 |  |  |                                                       |  |  |  |  |  |  |  | Dĩ cách Bình Quận vương Nột Nhĩ Tô 1690 - 1701 - 1726 - 1740 | Dĩ cách Bình Quận vương Nột Nhĩ Tô 1690 - 1701 - 1726 - 1740 | Dĩ cách Bình Quận vương Nột Nhĩ Tô 1690 - 1701 - 1726 - 1740 | Dĩ cách Bình Quận vương Nột Nhĩ Tô 1690 - 1701 - 1726 - 1740 | Dĩ cách Bình Quận vương Nột Nhĩ Tô 1690 - 1701 - 1726 - 1740 | Dĩ cách Bình Quận vương Nột Nhĩ Tô 1690 - 1701 - 1726 - 1740 |  |  |                                                         |                                                         |                                                         |                                                         |                                                         |                                                         |  |  |  |  |  |  |  |  |  |  |  |  |  |  |  |  |
|                                                                |                                                                |                                                                |                                                                |                                                                |                                                                |  |  | Truy phong Khắc Cần Quận vương Nột Thanh Ngạch (讷清额) 1692 - 1765 | Truy phong Khắc Cần Quận vương Nột Thanh Ngạch (讷清额) 1692 - 1765 | Truy phong Khắc Cần Quận vương Nột Thanh Ngạch (讷清额) 1692 - 1765 | Truy phong Khắc Cần Quận vương Nột Thanh Ngạch (讷清额) 1692 - 1765 | Truy phong Khắc Cần Quận vương Nột Thanh Ngạch (讷清额) 1692 - 1765 | Truy phong Khắc Cần Quận vương Nột Thanh Ngạch (讷清额) 1692 - 1765 |  |  |                                                       |  |  |  |  |  |  |  | Dĩ cách Bình Quận vương Nột Nhĩ Tô 1690 - 1701 - 1726 - 1740 | Dĩ cách Bình Quận vương Nột Nhĩ Tô 1690 - 1701 - 1726 - 1740 | Dĩ cách Bình Quận vương Nột Nhĩ Tô 1690 - 1701 - 1726 - 1740 | Dĩ cách Bình Quận vương Nột Nhĩ Tô 1690 - 1701 - 1726 - 1740 | Dĩ cách Bình Quận vương Nột Nhĩ Tô 1690 - 1701 - 1726 - 1740 | Dĩ cách Bình Quận vương Nột Nhĩ Tô 1690 - 1701 - 1726 - 1740 |  |  |                                                         |                                                         |                                                         |                                                         |                                                         |                                                         |  |  |  |  |  |  |  |  |  |  |  |  |  |  |  |  |
|                                                                |                                                                |                                                                |                                                                |                                                                |                                                                |  |  |                                                                     |                                                                     |                                                                     |                                                                     |                                                                     |                                                                     |  |  |                                                       |  |  |  |  |  |  |  |                                                              |                                                              |                                                              |                                                              |                                                              |                                                              |  |  |                                                         |                                                         |                                                         |                                                         |                                                         |                                                         |  |  |  |  |  |  |  |  |  |  |  |  |  |  |  |  |
|                                                                |                                                                |                                                                |                                                                |                                                                |                                                                |  |  | Khắc Cần Trang Quận vương Nhã Lãng A 1733 - 1780 - 1794             | Khắc Cần Trang Quận vương Nhã Lãng A 1733 - 1780 - 1794             | Khắc Cần Trang Quận vương Nhã Lãng A 1733 - 1780 - 1794             | Khắc Cần Trang Quận vương Nhã Lãng A 1733 - 1780 - 1794             | Khắc Cần Trang Quận vương Nhã Lãng A 1733 - 1780 - 1794             | Khắc Cần Trang Quận vương Nhã Lãng A 1733 - 1780 - 1794             |  |  |                                                       |  |  |  |  |  |  |  | Bình Mẫn Quận vương Phúc Bành 1708 - 1726 - 1748             | Bình Mẫn Quận vương Phúc Bành 1708 - 1726 - 1748             | Bình Mẫn Quận vương Phúc Bành 1708 - 1726 - 1748             | Bình Mẫn Quận vương Phúc Bành 1708 - 1726 - 1748             | Bình Mẫn Quận vương Phúc Bành 1708 - 1726 - 1748             | Bình Mẫn Quận vương Phúc Bành 1708 - 1726 - 1748             |  |  | Bối tử Phúc Tú 1710 - 1741                              | Bối tử Phúc Tú 1710 - 1741                              | Bối tử Phúc Tú 1710 - 1741                              | Bối tử Phúc Tú 1710 - 1741                              | Bối tử Phúc Tú 1710 - 1741                              | Bối tử Phúc Tú 1710 - 1741                              |  |  |  |  |  |  |  |  |  |  |  |  |  |  |  |  |
|                                                                |                                                                |                                                                |                                                                |                                                                |                                                                |  |  | Khắc Cần Trang Quận vương Nhã Lãng A 1733 - 1780 - 1794             | Khắc Cần Trang Quận vương Nhã Lãng A 1733 - 1780 - 1794             | Khắc Cần Trang Quận vương Nhã Lãng A 1733 - 1780 - 1794             | Khắc Cần Trang Quận vương Nhã Lãng A 1733 - 1780 - 1794             | Khắc Cần Trang Quận vương Nhã Lãng A 1733 - 1780 - 1794             | Khắc Cần Trang Quận vương Nhã Lãng A 1733 - 1780 - 1794             |  |  |                                                       |  |  |  |  |  |  |  | Bình Mẫn Quận vương Phúc Bành 1708 - 1726 - 1748             | Bình Mẫn Quận vương Phúc Bành 1708 - 1726 - 1748             | Bình Mẫn Quận vương Phúc Bành 1708 - 1726 - 1748             | Bình Mẫn Quận vương Phúc Bành 1708 - 1726 - 1748             | Bình Mẫn Quận vương Phúc Bành 1708 - 1726 - 1748             | Bình Mẫn Quận vương Phúc Bành 1708 - 1726 - 1748             |  |  | Bối tử Phúc Tú 1710 - 1741                              | Bối tử Phúc Tú 1710 - 1741                              | Bối tử Phúc Tú 1710 - 1741                              | Bối tử Phúc Tú 1710 - 1741                              | Bối tử Phúc Tú 1710 - 1741                              | Bối tử Phúc Tú 1710 - 1741                              |  |  |  |  |  |  |  |  |  |  |  |  |  |  |  |  |
|                                                                |                                                                |                                                                |                                                                |                                                                |                                                                |  |  |                                                                     |                                                                     |                                                                     |                                                                     |                                                                     |                                                                     |  |  |                                                       |  |  |  |  |  |  |  |                                                              |                                                              |                                                              |                                                              |                                                              |                                                              |  |  |                                                         |                                                         |                                                         |                                                         |                                                         |                                                         |  |  |  |  |  |  |  |  |  |  |  |  |  |  |  |  |
| Dĩ cách Khắc Cần Quận vương Hằng Cẩn 1761 - 1795 - 1799 - 1803 | Dĩ cách Khắc Cần Quận vương Hằng Cẩn 1761 - 1795 - 1799 - 1803 | Dĩ cách Khắc Cần Quận vương Hằng Cẩn 1761 - 1795 - 1799 - 1803 | Dĩ cách Khắc Cần Quận vương Hằng Cẩn 1761 - 1795 - 1799 - 1803 | Dĩ cách Khắc Cần Quận vương Hằng Cẩn 1761 - 1795 - 1799 - 1803 | Dĩ cách Khắc Cần Quận vương Hằng Cẩn 1761 - 1795 - 1799 - 1803 |  |  | Truy phong Khắc Cần Quận vương Hằng Nguyên (恒元) 1750 - 1789       | Truy phong Khắc Cần Quận vương Hằng Nguyên (恒元) 1750 - 1789       | Truy phong Khắc Cần Quận vương Hằng Nguyên (恒元) 1750 - 1789       | Truy phong Khắc Cần Quận vương Hằng Nguyên (恒元) 1750 - 1789       | Truy phong Khắc Cần Quận vương Hằng Nguyên (恒元) 1750 - 1789       | Truy phong Khắc Cần Quận vương Hằng Nguyên (恒元) 1750 - 1789       |  |  |                                                       |  |  |  |  |  |  |  | Bình Hi Quận vương Khánh Minh 1733 - 1749 - 1750             | Bình Hi Quận vương Khánh Minh 1733 - 1749 - 1750             | Bình Hi Quận vương Khánh Minh 1733 - 1749 - 1750             | Bình Hi Quận vương Khánh Minh 1733 - 1749 - 1750             | Bình Hi Quận vương Khánh Minh 1733 - 1749 - 1750             | Bình Hi Quận vương Khánh Minh 1733 - 1749 - 1750             |  |  | Khắc Cần Lương Quận vương Khánh Hằng 1733 - 1750 - 1779 | Khắc Cần Lương Quận vương Khánh Hằng 1733 - 1750 - 1779 | Khắc Cần Lương Quận vương Khánh Hằng 1733 - 1750 - 1779 | Khắc Cần Lương Quận vương Khánh Hằng 1733 - 1750 - 1779 | Khắc Cần Lương Quận vương Khánh Hằng 1733 - 1750 - 1779 | Khắc Cần Lương Quận vương Khánh Hằng 1733 - 1750 - 1779 |  |  |  |  |  |  |  |  |  |  |  |  |  |  |  |  |
| Dĩ cách Khắc Cần Quận vương Hằng Cẩn 1761 - 1795 - 1799 - 1803 | Dĩ cách Khắc Cần Quận vương Hằng Cẩn 1761 - 1795 - 1799 - 1803 | Dĩ cách Khắc Cần Quận vương Hằng Cẩn 1761 - 1795 - 1799 - 1803 | Dĩ cách Khắc Cần Quận vương Hằng Cẩn 1761 - 1795 - 1799 - 1803 | Dĩ cách Khắc Cần Quận vương Hằng Cẩn 1761 - 1795 - 1799 - 1803 | Dĩ cách Khắc Cần Quận vương Hằng Cẩn 1761 - 1795 - 1799 - 1803 |  |  | Truy phong Khắc Cần Quận vương Hằng Nguyên (恒元) 1750 - 1789       | Truy phong Khắc Cần Quận vương Hằng Nguyên (恒元) 1750 - 1789       | Truy phong Khắc Cần Quận vương Hằng Nguyên (恒元) 1750 - 1789       | Truy phong Khắc Cần Quận vương Hằng Nguyên (恒元) 1750 - 1789       | Truy phong Khắc Cần Quận vương Hằng Nguyên (恒元) 1750 - 1789       | Truy phong Khắc Cần Quận vương Hằng Nguyên (恒元) 1750 - 1789       |  |  |                                                       |  |  |  |  |  |  |  | Bình Hi Quận vương Khánh Minh 1733 - 1749 - 1750             | Bình Hi Quận vương Khánh Minh 1733 - 1749 - 1750             | Bình Hi Quận vương Khánh Minh 1733 - 1749 - 1750             | Bình Hi Quận vương Khánh Minh 1733 - 1749 - 1750             | Bình Hi Quận vương Khánh Minh 1733 - 1749 - 1750             | Bình Hi Quận vương Khánh Minh 1733 - 1749 - 1750             |  |  | Khắc Cần Lương Quận vương Khánh Hằng 1733 - 1750 - 1779 | Khắc Cần Lương Quận vương Khánh Hằng 1733 - 1750 - 1779 | Khắc Cần Lương Quận vương Khánh Hằng 1733 - 1750 - 1779 | Khắc Cần Lương Quận vương Khánh Hằng 1733 - 1750 - 1779 | Khắc Cần Lương Quận vương Khánh Hằng 1733 - 1750 - 1779 | Khắc Cần Lương Quận vương Khánh Hằng 1733 - 1750 - 1779 |  |  |  |  |  |  |  |  |  |  |  |  |  |  |  |  |
|                                                                |                                                                |                                                                |                                                                |                                                                |                                                                |  |  | Khắc Cần Giản Quận vương Thượng Cách 1770 - 1799 - 1833             |                                                                     |                                                                     |                                                                     |                                                                     |                                                                     |  |  |                                                       |  |  |  |  |  |  |  |                                                              |                                                              |                                                              |                                                              |                                                              |                                                              |  |  |                                                         |                                                         |                                                         |                                                         |                                                         |                                                         |  |  |  |  |  |  |  |  |  |  |  |  |  |  |  |  |
|                                                                |                                                                |                                                                |                                                                |                                                                |                                                                |  |  |                                                                     |                                                                     |                                                                     |                                                                     |                                                                     |                                                                     |  |  |                                                       |  |  |  |  |  |  |  |                                                              |                                                              |                                                              |                                                              |                                                              |                                                              |  |  |                                                         |                                                         |                                                         |                                                         |                                                         |                                                         |  |  |  |  |  |  |  |  |  |  |  |  |  |  |  |  |
|                                                                |                                                                |                                                                |                                                                |                                                                |                                                                |  |  | Khắc Cần Khác Quận vương Thừa Thạc 1802 - 1833 - 1839               |                                                                     |                                                                     |                                                                     |                                                                     |                                                                     |  |  |                                                       |  |  |  |  |  |  |  |                                                              |                                                              |                                                              |                                                              |                                                              |                                                              |  |  |                                                         |                                                         |                                                         |                                                         |                                                         |                                                         |  |  |  |  |  |  |  |  |  |  |  |  |  |  |  |  |
|                                                                |                                                                |                                                                |                                                                |                                                                |                                                                |  |  |                                                                     |                                                                     |                                                                     |                                                                     |                                                                     |                                                                     |  |  |                                                       |  |  |  |  |  |  |  |                                                              |                                                              |                                                              |                                                              |                                                              |                                                              |  |  |                                                         |                                                         |                                                         |                                                         |                                                         |                                                         |  |  |  |  |  |  |  |  |  |  |  |  |  |  |  |  |
|                                                                |                                                                |                                                                |                                                                |                                                                |                                                                |  |  | Khắc Cần Kính Quận vương Khánh Huệ 1819 - 1840 - 1861               |                                                                     |                                                                     |                                                                     |                                                                     |                                                                     |  |  |                                                       |  |  |  |  |  |  |  |                                                              |                                                              |                                                              |                                                              |                                                              |                                                              |  |  |                                                         |                                                         |                                                         |                                                         |                                                         |                                                         |  |  |  |  |  |  |  |  |  |  |  |  |  |  |  |  |
|                                                                |                                                                |                                                                |                                                                |                                                                |                                                                |  |  |                                                                     |                                                                     |                                                                     |                                                                     |                                                                     |                                                                     |  |  |                                                       |  |  |  |  |  |  |  |                                                              |                                                              |                                                              |                                                              |                                                              |                                                              |  |  |                                                         |                                                         |                                                         |                                                         |                                                         |                                                         |  |  |  |  |  |  |  |  |  |  |  |  |  |  |  |  |
|                                                                |                                                                |                                                                |                                                                |                                                                |                                                                |  |  | Khắc Cần Thành Quận vương Tấn Kỳ 1846 - 1861 - 1900                 |                                                                     |                                                                     |                                                                     |                                                                     |                                                                     |  |  |                                                       |  |  |  |  |  |  |  |                                                              |                                                              |                                                              |                                                              |                                                              |                                                              |  |  |                                                         |                                                         |                                                         |                                                         |                                                         |                                                         |  |  |  |  |  |  |  |  |  |  |  |  |  |  |  |  |
|                                                                |                                                                |                                                                |                                                                |                                                                |                                                                |  |  |                                                                     |                                                                     |                                                                     |                                                                     |                                                                     |                                                                     |  |  |                                                       |  |  |  |  |  |  |  |                                                              |                                                              |                                                              |                                                              |                                                              |                                                              |  |  |                                                         |                                                         |                                                         |                                                         |                                                         |                                                         |  |  |  |  |  |  |  |  |  |  |  |  |  |  |  |  |
|                                                                |                                                                |                                                                |                                                                |                                                                |                                                                |  |  | Khắc Cần Thuận Quận vương Tung Kiệt 1879 - 1900 - 1910              |                                                                     |                                                                     |                                                                     |                                                                     |                                                                     |  |  |                                                       |  |  |  |  |  |  |  |                                                              |                                                              |                                                              |                                                              |                                                              |                                                              |  |  |                                                         |                                                         |                                                         |                                                         |                                                         |                                                         |  |  |  |  |  |  |  |  |  |  |  |  |  |  |  |  |
|                                                                |                                                                |                                                                |                                                                |                                                                |                                                                |  |  |                                                                     |                                                                     |                                                                     |                                                                     |                                                                     |                                                                     |  |  |                                                       |  |  |  |  |  |  |  |                                                              |                                                              |                                                              |                                                              |                                                              |                                                              |  |  |                                                         |                                                         |                                                         |                                                         |                                                         |                                                         |  |  |  |  |  |  |  |  |  |  |  |  |  |  |  |  |
|                                                                |                                                                |                                                                |                                                                |                                                                |                                                                |  |  | Khắc Cần Quận vương Yến Sâm (晏森) 1896 - 1910 - ?                  |                                                                     |                                                                     |                                                                     |                                                                     |                                                                     |  |  |                                                       |  |  |  |  |  |  |  |                                                              |                                                              |                                                              |                                                              |                                                              |                                                              |  |  |                                                         |                                                         |                                                         |                                                         |                                                         |                                                         |  |  |  |  |  |  |  |  |  |  |  |  |  |  |  |  |
|                                                                |                                                                |                                                                |                                                                |                                                                |                                                                |  |  |                                                                     |                                                                     |                                                                     |                                                                     |                                                                     |                                                                     |  |  |                                                       |  |  |  |  |  |  |  |                                                              |                                                              |                                                              |                                                              |                                                              |                                                              |  |  |                                                         |                                                         |                                                         |                                                         |                                                         |                                                         |  |  |  |  |  |  |  |  |  |  |  |  |  |  |  |  |
|                                                                |                                                                |                                                                |                                                                |                                                                |                                                                |  |  | Bân Nguyên (彬沅) 1918 - ?                                          |                                                                     |                                                                     |                                                                     |                                                                     |                                                                     |  |  |                                                       |  |  |  |  |  |  |  |                                                              |                                                              |                                                              |                                                              |                                                              |                                                              |  |  |                                                         |                                                         |                                                         |                                                         |                                                         |                                                         |  |  |  |  |  |  |  |  |  |  |  |  |  |  |  |  |